# Per Teodor Cleve
Per Teodor Cleve (Estocolmo, 10 de fevereiro de 1840 — Uppsala, 18 de junho de 1905) foi um químico e geólogo sueco.
Após graduar-se no colegial, em Escocolmo, Cleve matriculou-se na Universidade de Uppsala em maio de 1858, onde recebeu seu Ph.D. em 1863. Em 1874, depois de vários cursos na Europa e América do Norte, tornou-se professor da Universidade de Uppsala.
Cleve descobriu os elementos químicos hólmio e túlio em 1879. Em 1874 concluiu que o didímio era de fato dois elementos químicos: praseodímio e neodímio.
Recebeu em 1894 a Medalha Davy da Royal Society, "por suas pesquisas na química das terras raras”. O mineral cleveita foi nomeado pelo geólogo e explorador Adolf Erik Nordenskiöld, em 1878, em sua homenagem.
Avô materno de Ulf Svante von Euler, laureado com o Nobel de Fisiologia ou Medicina de 1970.